# Freddie Freeloader
Freddie Freeloader est une composition de Miles Davis qui figure en deuxième position sur l'album Kind of Blue.
Le morceau est un blues de douze mesures en Si. Son originalité est que l'accord des deux dernières mesures est un La sept (Ab7) et non un Si sept (Bb7) comme dans le blues traditionnellement.
C'est le seul morceau de l'album Kind of Blue où Wynton Kelly remplace Bill Evans au piano. Wynton Kelly était le pianiste attitré du groupe de Miles Davis à cette époque, toutefois pour l'enregistrement de Kind of Blue, Miles Davis a souhaité engager Bill Evans, ce dernier étant plus enclin à suivre l'exploration des modes. Il garde toutefois Wynton Kelly sur Freddie Freeloader en tant que spécialiste du blues. Les chorus sont pris par Miles Davis, John Coltrane, Cannonball Adderley et Wynton Kelly.
Selon le documentaire Kind of Blue: Made in Heaven, le titre a été choisi d'après un certain Freddie, personnage qui voulait régulièrement venir écouter le groupe de Miles Davis en concert, sans payer (d'où le Freeloader). Le nom pourrait aussi avoir été inspiré par le personnage le plus célèbre de Red Skelton, « Freddie the Freeloader »,. Selon l'auteur Ian Carr, Freddie Freeloader (« Freddie le pique-assiette ») « est le surnom d'un barman de Philadelphie, fou de jazz qui traînait de boîte en boîte et rendait de menus services aux musiciens ».